# 1319 Disa
1319 Disa è un asteroide della fascia principale. Scoperto nel 1934, presenta un'orbita caratterizzata da un semiasse maggiore pari a 2,9876010 UA e da un'eccentricità di 0,2068105, inclinata di 2,80022° rispetto all'eclittica.
Prende il nome da un genere di Orchidaceae.